# Obersteinbach (Markt Taschendorf)
Obersteinbach  (fränkisch: Schdahbach) ist ein Gemeindeteil des Marktes Markt Taschendorf im Landkreis Neustadt an der Aisch-Bad Windsheim (Mittelfranken, Bayern). Die Gemarkung Obersteinbach hat eine Fläche von 6,924 km². Sie ist in 641 Flurstücke aufgeteilt, die eine durchschnittliche Fläche von 10802,55 m² haben. In ihr liegen neben dem namensgebenden Ort die Gemeindeteile Lachheim, Lerchenhöchstadt und Wilhelminenberg.

## Geographie
Das Pfarrdorf liegt in Tallage an der Steinach und zwei namenlosen rechten Zuflüssen der Steinach. Die Staatsstraße 2259 führt nach Lachheim (1,4 km nordwestlich) bzw. nach Mittelsteinach (1,5 km südöstlich). Gemeindeverbindungsstraßen führen nach Lerchenhöchstadt (0,8 km südwestlich) und die Staatsstraße 2256 kreuzend nach Mönchsberg (1,8 km südöstlich). Eine Anliegerstraße führt nach Wilhelminenberg (0,6 nördlich).

## Geschichte
Der Ort wurde im Würzburgischen Lehenbuch, das im Zeitraum von 1303 bis 1313 entstanden als „Wytigensteinach“ erstmals erwähnt. 1520 wurde der Ort „Obern Staynbach“ genannt. Namensgebend ist der Fluss Steinach, das ursprüngliche Bestimmungswort ist der Personenname Witigo.
Im Rahmen des Gemeindeedikts wurde im Jahre 1808 der Steuerdistrikt und die Ruralgemeinde Obersteinbach gebildet, zu dem bzw. zu der Fallmeister, Lachheim, Lerchenhöchstadt und Wilhelminenberg gehörten. Die Gemeinde unterstand in Verwaltung und Gerichtsbarkeit dem Landgericht Höchstadt. Am 14. Oktober 1818 wurde die Gemeinde an das Landgericht Markt Bibart abgegeben. Bereits am 31. Oktober 1819 erfolgte die Überweisung an das Landgericht Neustadt an der Aisch, am 12. Februar 1827 wiederum an das Landgericht Markt Bibart, jedoch ohne Lerchenhöchstadt, Ab 1852 gehörte Obersteinbach zum neu gebildeten Landgericht Scheinfeld, das nun für die Verwaltung und Gerichtsbarkeit zuständig war. Ab 1862 war das Bezirksamt Scheinfeld für die Verwaltung zuständig (1939 in Landkreis Scheinfeld umbenannt) und ab 1879 das Rentamt Markt Bibart für die Finanzverwaltung (1919–1929: Finanzamt Markt Bibart, von 1929 bis 1972: Finanzamt Neustadt an der Aisch, seit 1972: Finanzamt Uffenheim). Die Gerichtsbarkeit blieb bis 1879 beim Landgericht Scheinfeld, von 1880 bis 1973 war das Amtsgericht Scheinfeld zuständig, seitdem ist es das Amtsgericht Neustadt an der Aisch. Vor 1877 wurde Lerchenhöchstadt wieder ein Gemeindeteil von Obersteinbach. 1964 hatte die Gemeinde eine Gebietsfläche von 6,938 km². Am 1. Januar 1972 wurde Obersteinbach im Zuge der Gebietsreform in Bayern nach Markt Taschendorf eingemeindet.

### Baudenkmäler
In Obersteinbach gibt es sieben Baudenkmäler:
- Friedhofs- und Marienkapelle
- Haus Nr. 5 und 58: Wohnhäuser
- Haus Nr. 93: Ehemaliges Schloss[17]
- Haus Nr. 99: Gutshof
- Haus Nr. 115: Pfarrhaus
- Haus Nr. 116: evangelisch-lutherische Pfarrkirche St. Rochus

ehemalige Baudenkmäler
- Haus Nr. 11: Gasthaus zum schwarzen Adler. Stattliches zweigeschossiges Traufhaus aus verputztem Massivmauerwerk, wohl 18. Jahrhundert. Im Wohnteil der Traufseite vierachsig; geknickter toskanischer Eckpilaster, der, ebenso wie die Fensterrahmen aus Haustein, aus der Zeit des Umbaus in der ersten Hälfte des 19. Jahrhunderts stammt. Östlich zweigeschossiger Fachwerkgiebel mit Zweidrittelstreben und diagonal stehendem Quadrat, das von einem Andreaskreuz durchsetzt wird, in der Giebelspitze. – Schönes reich verziertes Wirtshausschild, Mitte des 18. Jahrhunderts; etwa dreiseitiger Halter mit Blattranken, die ein Wappen (Castell?) rahmen, an der Spitze Stern als Zeichen des Braurechts. Doppeladler, der Schwert und Reichsapfel hält.[18]
- Haus Nr. 13: Erdgeschossiges Wohnstallhaus mit Satteldach, verputzter Massivbau mit Giebel zur Straße, von drei zu vier Achsen, im Türsturz bezeichnet „J.L.J. 1826“.[18]
- Haus Nr. 21: Zweigeschossiges Traufhaus mit Mansarddach auf profiliertem Traufgesims, Anfang des 18. Jahrhunderts. Verputzter Massivbau von vier zu drei Achsen, mit geknickten Eckpilastern und bandförmigen Gurtgesims.[18]

### Bodendenkmäler
In der Gemarkung Obersteinbach gibt es vier Bodendenkmäler.

### Einwohnerentwicklung
Gemeinde Obersteinbach
| Jahr      | 1836   | 1840   | 1852   | 1855   | 1861   | 1867   | 1871   | 1875   | 1880   | 1885   | 1890   | 1895   | 1900   | 1905   | 1910   | 1919   | 1925   | 1933   | 1939   | 1946   | 1950   | 1952   | 1961   | 1970   |
| Einwohner | 299    | 283    | 276    | 267    | 290    | 343    | 334    | 339    | 352    | 355    | 364    | 334    | 360    | 353    | 358    | 339    | 325    | 321    | 308    | 579    | 509    | 448    | 340    | 346    |
| Häuser    | 49     | 54     |        |        |        |        | 58     |        |        | 61     | 58     |        | 61     |        |        |        | 66     |        |        |        | 67     |        | 68     |        |
| Quelle    | [ 20 ] | [ 21 ] | [ 22 ] | [ 22 ] | [ 23 ] | [ 24 ] | [ 12 ] | [ 25 ] | [ 26 ] | [ 27 ] | [ 28 ] | [ 22 ] | [ 29 ] | [ 22 ] | [ 30 ] | [ 22 ] | [ 31 ] | [ 22 ] | [ 22 ] | [ 22 ] | [ 32 ] | [ 22 ] | [ 13 ] | [ 33 ] |

Ort Obersteinbach
| Jahr      | 001818 | 001836 | 001840 | 001861 | 001871 | 001885 | 001900 | 001925 | 001950 | 001961 | 001970 | 001987 | 002014 |
| Einwohner |        | 210    | 188    | *194   | 175    | 193    | 202    | 164    | 281    | 170    | 213    | 153    | 154    |
| Häuser    | 42     | 30     | 35     |        |        | 32     | 35     | 37     | 39     | 36     |        | 43     |        |
| Quelle    | [ 9 ]  | [ 20 ] | [ 21 ] | [ 23 ] | [ 12 ] | [ 27 ] | [ 29 ] | [ 31 ] | [ 32 ] | [ 13 ] | [ 33 ] | [ 34 ] | [ 1 ]  |

## Religion
Obersteinbach ist Sitz der Pfarrei St. Rochus, die seit der Reformation evangelisch-lutherisch ist.

## Bildung
Im Schlossgebäude befindet sich seit 1965 ein Schullandheim.

## Persönlichkeiten
- Albert Constantin von Schwerin[37][38] (* 1870, † 1956, beerdigt in Obersteinbach), Jurist, Landwirt, Legationsrat; bis zur Enteignung ("Arisierung") 1937 Besitzer des Schlosses und Gutshofs
- Erckhinger von Schwerin (* 1906 in Obersteinbach; † 1979 in München), Jurist und Landrat des Kreises Starnberg